# Szentjános (Szerbia)
Szentjános (szerbül Барице / Barice, románul Sân-Ianăş, németül Sankt-Johann) falu Szerbiában, a Vajdaságban, a Dél-bánsági körzetben. Közigazgatásilag Zichyfalva községhez tartozik.

## Fekvése
Zichyfalvától délnyugatra, Ürményháza keleti szomszédjában fekvő település.

## Története
Szentjános a török hódoltság előtt az ürményházi-zichyfalvai út mellett levő dombon állt, de a törökök 1529-1557. közötti időkben elpusztították, ekkor a magyar jobbágyok elmenekültek onnan.
A 17. században szerbek telepedtek le a jelenlegi falu helyére, ahol akkoriban csak csupa nádas volt.
A török hódoltság végefelé a helység még lakott volt; az 1717. évi összeírásba is 8 lakott házzal vették fel; de kevéssel ezután elpusztult és Mercy térképén már a lakatlan helységek között volt feltüntetve, a verseczi kerületben.
Az 1761-es térképen már ismét lakottnak jelezték. Ekkorra már románok szállották meg, akik a nevét Szantul-Juonra változtatták.
1779-ben Torontál vármegyéhez csatolták. 1848. október 1-jén Weise Napoleon nemzetőrszázados a magyar hadakkal kiverte a faluból az itt tanyázó 1500 szerb felkelőt. Ez évben az egész falut felgyújtották.
1888-ban egy jégverés az egész termést elverte, sőt a házakat is megrongálta és a mezőn dolgozó emberekben és állatokban is kárt okozott.
1910-ben 1568 lakosából 68 magyar, 60 német, 1323 román volt. Ebből 72 római katolikus, 61 evangélikus, 1431 görögkeleti ortodox volt.
A trianoni békeszerződés előtt torontál vármegye Bánlaki járásához tartozott.

## Népesség

### Demográfiai változások
| 1948 | 1953 | 1961 | 1971 | 1981 | 1991 | 2002 | 2011 |
| ---- | ---- | ---- | ---- | ---- | ---- | ---- | ---- |
| 1332 | 1359 | 1331 | 1259 | 1044 | 887  | 598  | 516  |

## Nevezetességek
- Görögkeleti temploma - 1830-ban épült